# Romanos I.

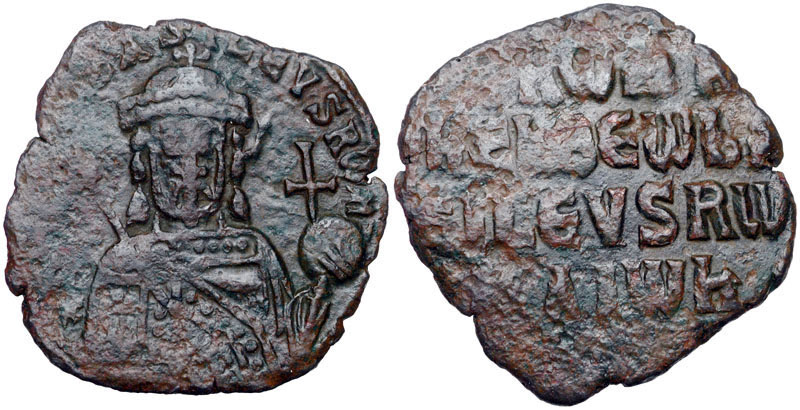
Follis des Romanos

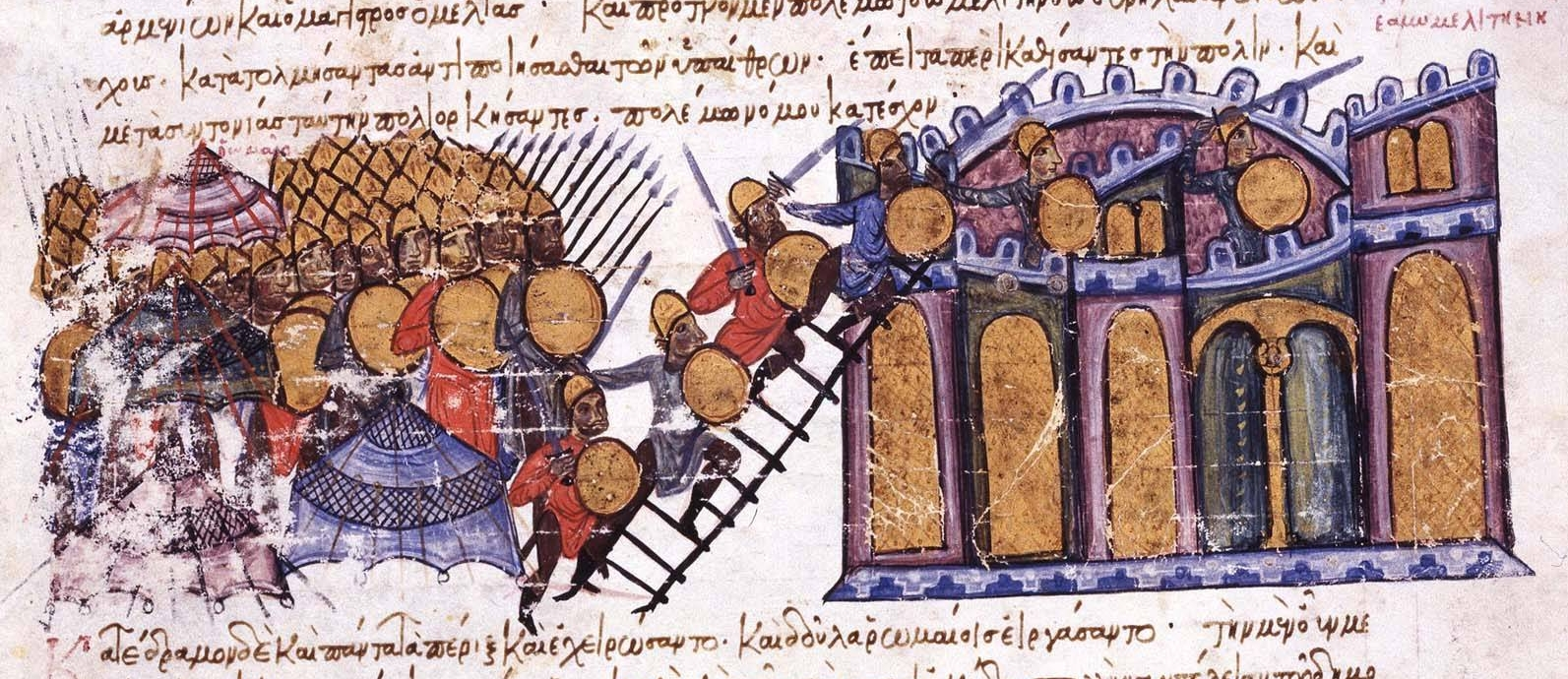
Die Eroberung von Melitene durch die Byzantiner im Jahr 934

Romanos I. Lakapenos bzw. Romanos Lekapenos (mittelgriechisch Ρωμανὸς Αʹ Λεκαπηνός; * um 870 in Lekapa in Kappadokien; † 15. Juni 948 auf Proti) war ein byzantinischer Kaiser. Er teilte sich formal den Thron mit Konstantin VII., übte aber tatsächlich von 920 bis 944 die alleinige Macht im Reich aus.

## Leben
Romanos hatte in der byzantinischen Flotte Karriere gemacht und war 917 zum Befehlshaber der gesamten Flotte aufgestiegen. Um 919 soll sich der minderjährige Kaiser Konstantin VII. an ihn gewandt und um Beistand gebeten haben, da er eine Machtübernahme durch den Domestikos Leon Phokas befürchtete. Romanos verheiratete seine Tochter Helena Lakapene am 9. Mai 919 mit Konstantin und wurde zum Basileopator („Vater des Kaisers“) ernannt, der Kaisermutter Zoe Karbonopsina wurde die Regentschaft entzogen und ihm übertragen. 
Kurz darauf kam es zu einer Rebellion durch Leon Phokas, der Romanos als Usurpator bezeichnete und vorgab, den jungen Kaiser gegen eine Machtübernahme durch diesen unterstützen zu wollen. Romanos gelang es jedoch, die Anhänger von Leon Phokas von seiner Legitimität zu überzeugen, und konnte den Aufstand rasch niederschlagen.
Obwohl Romanos 920 offiziell nur zum Mitkaiser ernannt worden war, konnte er sich als Seniorkaiser durchsetzen und fortan faktisch allein die Herrschaft ausüben, während Konstantin VII. in der Rangfolge nachgeordnet und von den Regierungsgeschäften ferngehalten wurde. Um seine Position zu sichern und wohl die makedonische Dynastie durch seine eigene Familie zu ersetzen, erhob er 921 seinen ältesten Sohn Christophoros, Ende 923 seine jüngeren Söhne Stephanos und Konstantin sowie kurz darauf auch seinen Enkel Romanos zu Mitkaisern. Offenbar plante Romanos, dass Christophoros ihm auf den Thron folgen sollte, denn in diplomatischen Protokollen wurde er nun vor Konstantin gesetzt, doch verstarb er bereits im August 931. Im Anschluss daran rückte Konstantin wieder an die zweite Stelle der Rangfolge.
Romanos versuchte innenpolitisch, die Anhäufung von Grundbesitz zu kontrollieren, hatte damit aber nur wenig Erfolg. Er reformierte aber einige der Militärdistrikte (Themen), wobei möglicherweise die Rebellionen des Bardas Boilas in Chaldia (um 923/24) und des Basileios Chalkocheir in Opsikion (um 930/32) eine Rolle gespielt haben. Des Weiteren sind verschiedene Baumaßnahmen des Kaisers belegt, deren wichtigste die Errichtung eines neuen Kaiserpalastes mit anschließender Hofkapelle, dem Myrelaion, darstellt. Kirchenpolitisch von Bedeutung war, dass er 920 das Schisma zwischen den Anhängern des abgesetzten Patriarchen Euthymios und denen des Nikolaos Mystikos beenden konnte.
Außenpolitisch schloss Romanos 927 Frieden mit den Bulgaren und zerschlug 941 einen Angriff der Waräger auf Konstantinopel. Der Frieden im Westen erlaubte ihm, seine Streitkräfte im Osten zu konzentrieren, wo General Johannes Kurkuas nach schweren Kämpfen das Emirat von Malatya/Melitene und andere Gebiete eroberte sowie viele der Prinzen Armeniens zu byzantinischen Vasallen machte. Ein besonderer Triumph war die Rückgewinnung des sogenannten Mandylion von Edessa im Jahr 944.
Romanos wurde im Dezember 944 von seinen Söhnen Stephan und Konstantin, eventuell sogar im Einvernehmen mit Konstantin VII., abgesetzt. Er verbrachte seine letzten Lebensjahre als Mönch auf der Insel Proti. Im weiteren Machtkampf in Konstantinopel konnte sich Konstantin durchsetzen, der Romanos’ illegitimen Sohn Basileios Lakapenos zu seinem engsten Berater machte. In den Quellen wird Romanos zwiespältig bewertet: Für die einen galt er als Thronräuber, andere Quellen jedoch schildern ihn ausgesprochen positiv.